# フロイスマン内閣
- フロイスマン
- グロイスマン

グロイスマン内閣（ウクライナ語: Уряд Володимира Гройсмана）は、2016年4月14日に発足し、2019年8月29日に解散したヴォロディーミル・フロイスマンを首相とするウクライナの内閣。ユーロマイダン以降に発足した3代目の内閣である。

## 歴史

### 背景とグロイスマン内閣形成
2016年4月10日、第15代ウクライナ首相アルセニー・ヤツェニュクは首相の辞任を表明し、2016年4月12日に議会に解任を求めると表明した。これに先立ちペトロ・ポロシェンコ・ブロックは同年3月25日、グロイスマンをヤツェニュクの後任に指名した。ペトロ・ポロシェンコ・ブロックと人民戦線が新内閣樹立を巡って合意できなかったため、4月12日の議会のヤツェニュク解任投票は行われなかった。
同年4月14日、グロイスマンはウクライナ最高議会より、257名の賛成を得て首相に任命された。同日、グロイスマンは議会に閣僚構成案を提出し、議会は239名の賛成を得て可決した。ただし、ペトロ・ポロシェンコ・ブロックが保健大臣と合意しなかったため、保健大臣候補者なしでの提出となった。

### グロイスマンの首相任命投票
| 政党                           | 党員数 | 賛成 | 反対 | 棄権 | 投票しなかった | 欠席 |
| ------------------------------ | ------ | ---- | ---- | ---- | -------------- | ---- |
| ペトロ・ポロシェンコ・ブロック | 146    | 131  | 4    | 3    | 1              | 7    |
| 人民戦線                       | 81     | 75   | 0    | 2    | 1              | 3    |
| 野党ブロック                   | 43     | 0    | 34   | 0    | 3              | 6    |
| 無所属                         | 42     | 13   | 8    | 8    | 5              | 8    |
| 自立                           | 26     | 0    | 2    | 22   | 0              | 2    |
| 復活                           | 23     | 23   | 0    | 0    | 0              | 0    |
| オレフ・リアシュコ急進党       | 21     | 1    | 1    | 0    | 19             | 0    |
| 人民の意志                     | 19     | 16   | 0    | 0    | 2              | 1    |
| 祖国                           | 19     | 0    | 1    | 13   | 2              | 3    |
| 合計                           | 420    | 259  | 50   | 48   | 33             | 30   |

## 閣僚
ウクライナ憲法により、ウクライナ大統領は外務大臣および国防大臣の候補者を国会に提出する必要がある。グロイスマン内閣が発足すると、ポロシェンコ大統領の指名により、パブロ・クリムキンが外務大臣、ステパン・ポルトラックが国防大臣に留任した。
2016年4月14日、グロイスマン内閣が発足して以来、保健大臣のポストは内閣解散までずっと空席であった。帰化したウクライナ系アメリカ人のウラナ・シュプルンは、2016年7月27日に保健大臣代行に任命された。
グロイスマン首相との対立の後、2018年6月7日にオレクサンドル・ダニリュク財務大臣が解任され、翌日オクサナ・マルカロワが財務大臣代行に任命された。2018年11月22日、国会はマルカロワを正式に財務大臣に任命した。同日、イリーナ・フリッツが退役軍人問題担当大臣の新閣僚ポストに任命された。 2018年2月27日、最高議会はウクライナ退役軍人省の創設に関する内閣への要求を採択した。
タラス・クトヴィ農業大臣は、2018年11月22日に最高議会によって解任され、2018年12月7日にマキシム・マルティニュクが農業大臣代行に任命された。

### 閣僚一覧
| 所属政党         |          | ペトロ・ポロシェンコ・ブロック |
| 所属政党         | 人民戦線 |                                |
| 大統領による指名 |          | ペトロ・ポロシェンコ大統領     |

| ロゴ                                                 | 職名                           | 氏名                                 | 氏名                                                                                            |
| ---------------------------------------------------- | ------------------------------ | ------------------------------------ | ----------------------------------------------------------------------------------------------- |
|                                                      | 首相                           |                                      | ヴォロディーミル・フロイスマン                                                                  |
|                                                      | 第1副首相                      |                                      | ステパン・クビブ                                                                                |
| 経済開発貿易大臣                                     |                                |                                      | ステパン・クビブ                                                                                |
| 欧州・ユーロ大西洋統合担当副首相                     |                                | イヴァンナ・クリンプシュ＝ツィンサゼ |                                                                                                 |
| 副首相                                               |                                | ヘナディイ・ズブコ                   |                                                                                                 |
| 地域開発大臣                                         |                                | ヘナディイ・ズブコ                   |                                                                                                 |
| 人道政策担当副首相                                   |                                | ヴャチェスラフ・キリレンコ           |                                                                                                 |
| インフラ・燃料エネルギー複合体・エコロジー担当副首相 |                                | ウォロディミル・キスティオン         |                                                                                                 |
| 副首相                                               |                                | パブロ・ロゼンコ                     |                                                                                                 |
|                                                      | 内務大臣                       |                                      | アルセン・アバコフ                                                                              |
|                                                      | 外務大臣                       |                                      | パブロ・クリムキン                                                                              |
|                                                      | 財務大臣                       |                                      | オレクサンドル・ダニリュク オクサナ・マルカロワ                                                 |
|                                                      | 国防大臣                       |                                      | ステパン・ポルトラック                                                                          |
|                                                      | 社会政策大臣                   |                                      | アンドリー・リヴァ                                                                              |
|                                                      | 暫定占領地・国内避難民担当大臣 |                                      | ヴァディム・チェルニシュ                                                                        |
|                                                      | 法務大臣                       |                                      | パブロ・ペトレンコ                                                                              |
|                                                      | 保健大臣                       |                                      | オレクサンドラ・パブレンコ (代行) ヴィクトル・シャフランスキー (代行) ウラナ・シュプルン (代行) |
|                                                      | 教育科学大臣                   |                                      | リリヤ・フライネヴィチ                                                                          |
|                                                      | 燃料エネルギー大臣             |                                      | イホール・ナサリク                                                                              |
|                                                      | インフラストラクチャー大臣     |                                      | ウォロディミル・オメリヤン                                                                      |
|                                                      | 情報政策大臣                   |                                      | ユーリー・ステッツ                                                                              |
|                                                      | 農業大臣                       |                                      | タラス・クトヴィ マキシム・マルティニュク (代行)                                                |
|                                                      | エコロジー・天然資源大臣       |                                      | オスタップ・セメラク                                                                            |
|                                                      | 文化大臣                       |                                      | イェフヘン・ニシュチュク                                                                        |
|                                                      | ウクライナ退役軍人省           |                                      | イリーナ・フリッツ                                                                              |
|                                                      | 青少年スポーツ大臣             |                                      | イホール・ジダノウ                                                                              |
|                                                      | 閣僚事務局長官                 |                                      | オレクサンドル・サイェンコ                                                                      |